# Лозово (община)
Общи́на Ло́зово (мак. Општина Лозово) — община в Північній Македонії. Адміністративний центр — село Лозово. Розташована в центральній частині Македонії у складі Вардарського регіону з населенням 2 858 осіб, які проживають на площі — 166,32 км².
До 2011 року община входила до складу Східного регіону.

## Населені пункти
| №  | Населений пункт | Населення, осіб (2002) |
| -- | --------------- | ---------------------- |
| 1  | Аджибегово      | 5                      |
| 2  | Аджиматово      | 74                     |
| 3  | Бекирлія        | 5                      |
| 4  | Дорфулія        | 756                    |
| 5  | Гуземелці       | 40                     |
| 6  | Каратманово     | 520                    |
| 7  | Кишино          | 22                     |
| 8  | Лозово          | 896                    |
| 9  | Милино          | 334                    |
| 10 | Сарамзалино     | 118                    |
| 11 | Коселари        | 88                     |

| Північна Македонія | Це незавершена стаття з географії Північної Македонії. Ви можете допомогти проєкту, виправивши або дописавши її. |